# Ügyfélélmény
Az ügyfélélmény az a ritka állapot, amikor a fogyasztó egy ügyfélkontaktus során – legyen az értékesítés, tájékoztatás, problémamegoldás – olyan professzionális, kimagasló színvonalú termékkel, szolgáltatással, kiszolgálással találkozik, amely mély és hosszú távon ható pozitív benyomást és erős elköteleződést kelt benne.
Az ilyen fogyasztó, ettől kezdve inkább „rajongó”, aki ragaszkodni fog a márkához, termékhez, szolgáltatáshoz, üzlethez, az őt kiszolgáló személyhez. Többet vár el az átlagnál, de a kisebb hibákat jobban tolerálja. Az ügyfélélmény átélése arra sarkallja a Vásárlót, hogy másoknak is ajánlja a terméket, szolgáltatást, céget, és megvédje, ha jelenlétében (beleértve a virtuális jelenlétet is) támadják, kritizálják.